# Uropeltis
Uropeltis es un género de serpientes de la familia Uropeltidae. Sus especies se distribuyen por el sur de la India y Sri Lanka.

## Especies
Se reconocen las 27 especies siguientes:
- Uropeltis arcticeps (Günther, 1875)
- Uropeltis beddomii (Günther, 1862)
- Uropeltis bicatenata (Günther, 1864)
- Uropeltis broughami (Beddome, 1878)
- Uropeltis caudomaculata Gower, Das, Deepak, Gerard & Narayanan, 2024[2]
- Uropeltis ceylanicus Cuvier, 1829
- Uropeltis dindigalensis (Beddome, 1877)
- Uropeltis ellioti (Gray, 1858)
- Uropeltis liura (Günther, 1875)
- Uropeltis macrolepis (Peters, 1862)
- Uropeltis macrorhyncha (Beddome, 1877)
- Uropeltis maculata (Beddome, 1878)
- Uropeltis madurensis (Beddome, 1878)
- Uropeltis melanogaster (Gray, 1858)
- Uropeltis myhendrae (Beddome, 1886)
- Uropeltis nitida (Beddome, 1878)
- Uropeltis ocellata (Beddome, 1863)
- Uropeltis petersi (Beddome, 1878)
- Uropeltis phillipsi (Nicholls, 1929)
- Uropeltis phipsonii (Mason, 1888)
- Uropeltis pulneyensis (Beddome, 1863)
- Uropeltis rubrolineata (Günther, 1875)
- Uropeltis rubromaculatus (Beddome, 1867)
- Uropeltis ruhunae Deraniyagala, 1954
- Uropeltis shorttii (Beddome, 1863)
- Uropeltis smithi (Gans, 1966)
- Uropeltis woodmasoni (Theobald, 1876)